# Бубакар Саного
Бубакар Саного (фр. Boubacar Sanogo, нар. 17 грудня 1982, Дімбокро) — івуарійський футболіст, нападник.
Виступав, зокрема, за клуб «Вердер», а також національну збірну Кот-д'Івуару.
Володар Кубка Тунісу. Володар Кубка Президента ОАЕ. Клубний чемпіон Азії.

## Клубна кар'єра
У дорослому футболі дебютував 1997 року виступами за команду «Сіроко» (Сан-Педро), в якій провів два сезони, взявши участь у 71 матчі чемпіонату. 
Згодом з 1999 по 2007 рік грав у складі команд «Есперанс», «Аль-Айн», «Кайзерслаутерн» та «Гамбург». Протягом цих років виборов титул володаря Кубка Президента ОАЕ, ставав клубний чемпіон Азії.
Своєю грою за останню команду привернув увагу представників тренерського штабу клубу «Вердер», до складу якого приєднався 2007 року. Відіграв за бременський клуб наступні два сезони своєї ігрової кар'єри. У складі «Вердера» був одним з головних бомбардирів команди, маючи середню результативність на рівні 0,35 гола за гру першості.
Протягом 2009—2017 років захищав кольори клубів «Гоффенгайм 1899», «Сент-Етьєн», «Енергі», «Фуджайра», «Норт-Іст Юнайтед», «Аль-Уруба» та «Мадура Юнайтед».
До складу клубу «Альтґльєніке» приєднався 2017 року.

## Виступи за збірну
2006 року дебютував в офіційних матчах у складі національної збірної Кот-д'Івуару.
У складі збірної був учасником Кубка африканських націй 2008 року у Гані.

## Титули і досягнення
- Володар Кубка Тунісу (1):

«Зарзіс»: 1999
- Володар Кубка Президента ОАЕ (1):

««Аль-Айн»: 2004-2005
- Клубний чемпіон Азії (1):

«Аль-Айн»: 2002-2003